# Cyrtandromoea dispar
Cyrtandromoea dispar är en tvåhjärtbladig växtart som beskrevs av Charles Baron Clarke. Cyrtandromoea dispar ingår i släktet Cyrtandromoea och familjen Gesneriaceae. Inga underarter finns listade i Catalogue of Life.